# フョードル・クラコフ
フョードル・ダヴィドヴィチ・クラコフ（ロシア語: Фёдор Давы́дович Кулако́в, ラテン文字転写: Fyodor Davydovich Kulakov; 1918年2月4日 - 1978年7月17日）は、ソビエト連邦の政治家。ソ連共産党政治局員兼書記（農業担当）。

## 経歴・人物
1918年2月4日、ロシア・ソビエト連邦社会主義共和国フィチジ村（現在のクルスク州リゴフ地区）の農民の家庭に生まれる。両親同様に農学者を志し、1938年ルイスキー農業技術学校を卒業して、製糖工場に勤務する。1940年全連邦共産党 (ボリシェヴィキ)に入党し、地元コムソモールの指導者となった。1957年に通信制農業大学を卒業し、この間、タンボフ州やペンザ州で農業技師として勤務する。ペンザでは後に書記長となるコンスタンティン・チェルネンコと出会い、親睦を深める。クラコフは順調に出世し、1955年ロシア共和国農業次官、1960年ロシア共和国穀物生産相を歴任した。同年スタヴロポリ地方党第一書記に転出した。このときにクラコフがスタヴロポリ地方コムソモール第一書記に任命したのが、同じく後に書記長となるミハイル・ゴルバチョフであった。1961年には党中央委員に選出。1964年11月に中央委員会農業部長に就任し、モスクワに赴任した。モスクワではミハイル・スースロフの側近として行動した。1965年9月最高会議幹部会議長としてブレジネフ、アレクセイ・コスイギン首相とトロイカを組んでいたニコライ・ポドゴルヌイの系列であったヴィタリー・チトフ書記が解任され、その後任の農業担当書記として書記局入りした。1971年の第24回共産党大会で政治局員に選ばれた。当時の共産党政治局には、クラコフの他に農業政策の専門家としては、ドミトリー・ポリャンスキー第一副首相、ロシア共和国のゲンナジー・ヴォロノフ首相が農政の大家として控えていたが、ポリャンスキーは1973年に農相に降格の後、政治局員を解任されて失脚し、駐日大使、駐ノルウェー大使に左遷された。ヴォロノフも1973年に引退したため、クラコフはソ連農業政策の責任者となった。クラコフは、農業と政治における業績の為に、ブレジネフに大きな印象を与えたとされる。また、ブルガリアやモンゴルの共産党大会にソ連代表団を率いて訪問し、気鋭の政治家として注目されるようになった。
ソ連共産党では書記長就任の必須条件として書記と政治局員を兼ねていることが要求されたが、クラコフはブレジネフ書記長を除いた場合、ミハイル・スースロフ、アンドレイ・キリレンコと共にその条件を満たす3人のうちの1人であった。ただし、スースロフ、キリレンコはブレジネフよりも年長であったこともあり広く後継者とは見なされず、比較的若かったクラコフが最有力後継候補と見なされるようになる。1975年の党内序列では7位に位置付けられた。しかし、徐々にクラコフはアンドロポフやキリレンコの派閥に接近するようになったため、ブレジネフやチェルネンコとの関係悪化を招き、そのことが引き金となって1978年には農業に関する中央委員会会議から排除されたと考えられている。

## 急死

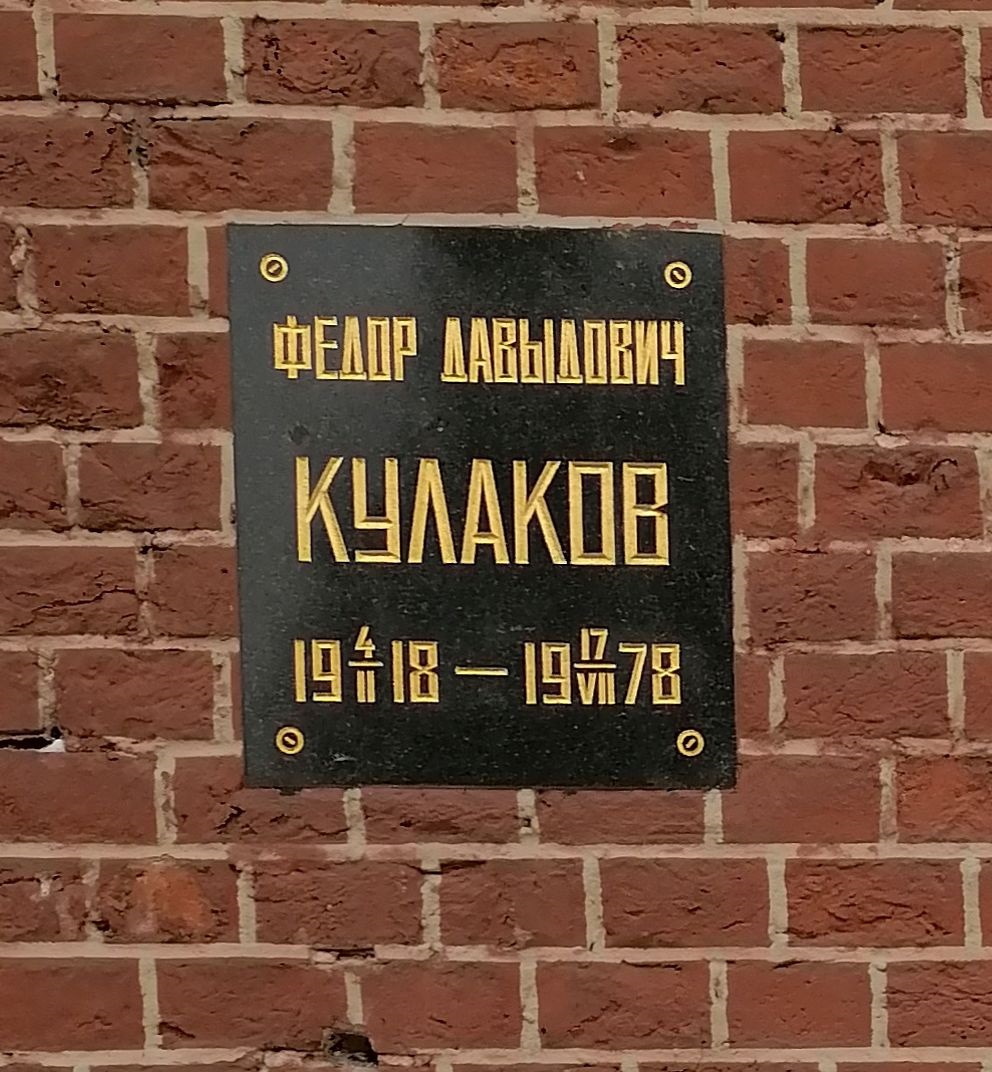
クラコフの墓

1970年代後半、共産党政治局員の高齢化が進行する中で、クラコフは「クレムリンのプリンス」としてブレジネフの有力な後継候補とされていた。しかし1978年7月17日、60歳で急死した。クレムリンの首脳が全員署名した死亡告示には「この死は、我々の隊列から党と国家の秀でた人物を奪った」と嘆く一文が加えられた。
死の3日前にモスクワで開催された国際見本市を視察したばかりだったため、その死には疑問も多く、自殺説もある。農業担当書記を引き継いだミハイル・ゴルバチョフによると、政治局のメンバーはクラコフの訃報に接しても休暇を取りやめたり中断したりするようなことは無かったという。政治局員及び政治局員候補は、同じく政治局のメンバーが没した際には葬儀に出席することが義務付けられていたが、ブレジネフ=チェルネンコ閥の政治家は誰一人として出席しなかった。対照的に、キリレンコ=アンドロポフ閥の政治家は、アンドレイ・グロムイコやドミトリー・ウスチノフなど多くが参列し、葬儀委員長はキリレンコが務めた。遺骨はソ連国歌の演奏の中、クレムリンの壁に葬られた。